# Михаил Петрушевски (офицер)
 Тази статия е за руския офицер.  За югославския филолог вижте Михаил Петрушевски (филолог).  
Михаил Фомич Петрушевски (на руски: Михаил Фомич Петрушевский) е руски офицер, генерал-лейтенант, участник в Руско-турската война (1877 – 1878).

## Биография
Роден е през 1832 г. в Русия в семейството на известния руски метеоролог Фома Петрушевски. Ориентира се към военното поприще. Завършва I кадетски корпус.
Действителна военна служба започва в Лейбгвардейски литовски полк с военно звание прапоршчик (1850). Завършва Николаевската военна академия на Генералния щаб на Руската армия (1860).
Завръща се в полка и участва в потушаването на Варшавското въстание (1863). Служи последователно като началник-щаб на местните войски на Оренбургския военен окръг (1866), началник-щаб на Туркменския военен окръг (1867). Повишен е в звание полковник и участва в покоряването на Бухара по време на Туркестанския поход. Генерал-майор от 1868 г. Служи като помощник-началник на XXXII пехотна дивизия (1870), командир на I стрелкова бригада от XXXII пехотна дивизия, II бригада на XI пехотна дивизия, началник-щаб на Харковския военен окръг (1873 – 1877).

### Руско-турска война (1877 – 1878)
При обявяване на войната е назначен за командир на II стрелкова бригада от XIV пехотна дивизия (на генерал-майор Михаил Драгомиров). Проявява се в десанта при Свищов, където дивизията е главната ударна сила.
През август 1877 г. XIV пехотна дивизия сменя Българското опълчение на Шипченската позиция и с чест отстоява Шипченския проход. След раняването на генерал-майор Драгомиров поема командването на дивизията. Изнася тежестта на боевете през септември 1877 г.
В началото на януари 1878 г. в състава на Южния руски отряд (на генерал-лейтенант Фьодор Радецки), сковава силите на Вейсел паша на Шипченския проход и създава условия за разгрома и пленяването на Централната османска армия. Повишен е в звание генерал-лейтенант. Награден е с ордените „Свети Георги“ IV и III ст., „Света Ана“ I ст., „Свети Владимир“ II ст. и златно оръжие „За храброст“.

### Военна служба след войната
Продължава службата в Руската армия. Командир на XIV пехотна дивизия (1878 – 1882), IV армейски корпус (1882). Повишен е в звание генерал от пехотата (1891).
Умира при пожар на борда на речния кораб „Алфонс Зевек“ при гр. Рибинск на р. Волга (1893).

## Роднини
Братя: Александър Петрушевски (писател), Фьодор Петрушевски (физик) и Василий Петрушевски (генерал-лейтенант).